# Placă de rețea

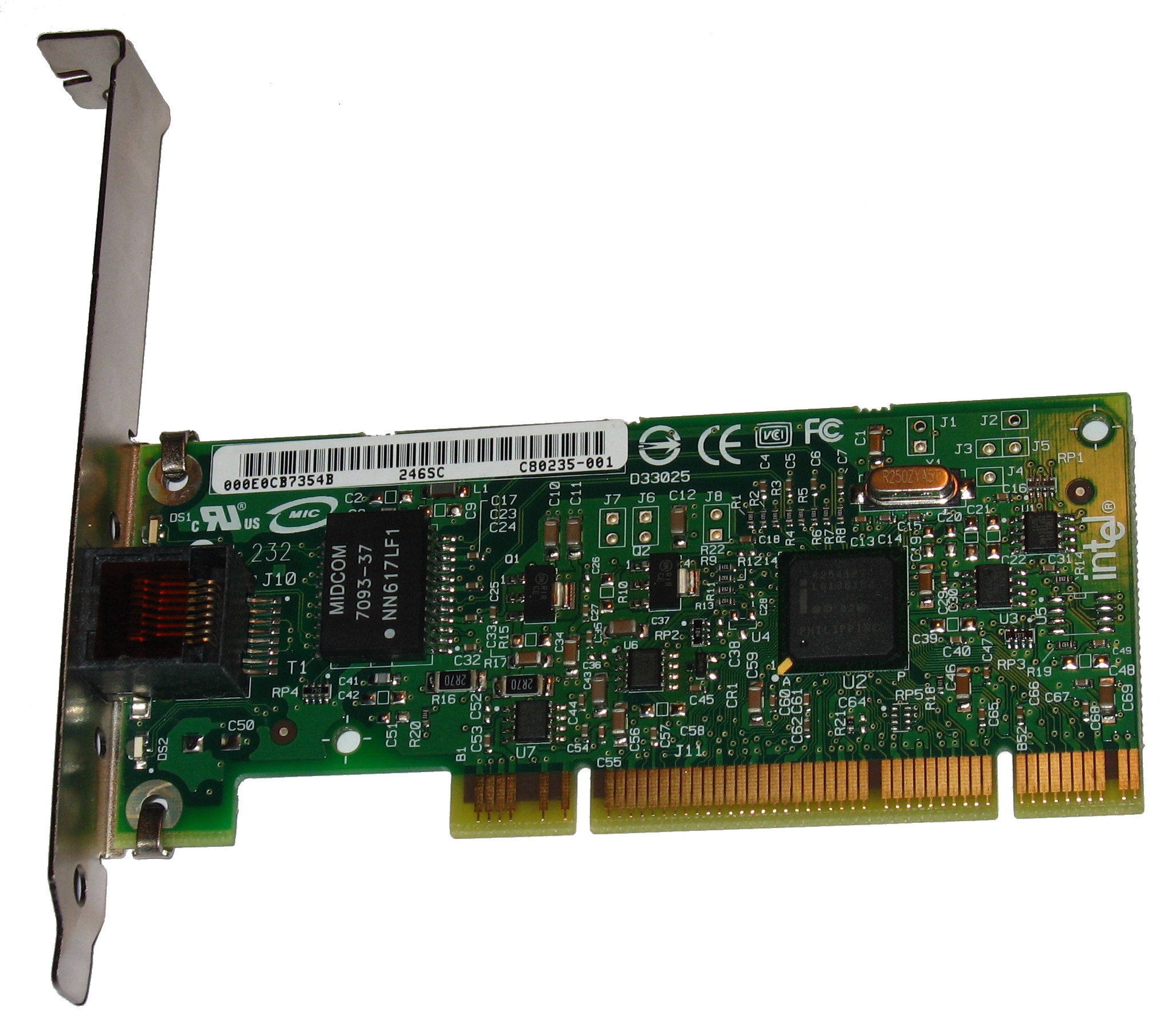
Placă de rețea Intel PRO-1000 GT

Placa de rețea numită și „adaptor de rețea” sau „placă cu interfață de rețea”, este un circuit imprimat ce permite comunicarea între calculator și rețea (Internet, LAN). Termenul corespunzător în engleză este Network Interface Card, abreviat NIC. I se spune placă, deoarece are aspectul unei plăci cu cablaj imprimat pe care sunt montate componentele electronice necesare conectării și comunicării cu rețeaua. Se montează, de obicei, într-un slot de pe placa de bază a calculatorului.
Prima placă de rețea a apărut odată cu standardul Ethernet în 1979, creat de DEC, Intel și Xerox.

## Caracteristici
Placa de rețea comunică cu rețeaua printr-o conexiune serială (biții se transmit unul câte unul), iar cu calculatorul printr-o conexiune paralelă (mai mulți biți simultan). 
Fiecare placă de rețea are un număr de identificare hexadecimal unic pe 48 de biți atribuit de către producătorii de hardware numit adresă MAC, de asemenea cunoscut ca o adresă fizică, care este independentă de protocolul de rețea care este utilizat.
O placă de rețea poate utiliza una sau mai multe tehnici pentru a indica disponibilitatea pachetelor care urmează să fie transferate:
- asignarea unei cereri de întrerupere (IRQ), prin intermediul căruia un periferic poate informa UCP de apariția unui eveniment.
- asignarea unei adrese de intrare/ieșire - o locație de memorie folosită pentru transferul de informație spre/dinspre placa de rețea.

Fiecare placă de rețea poartă un identificator unic propriu, care îi permite să fie adresată și regăsită chiar și în rețelele cele mai mari, de întindere globală.

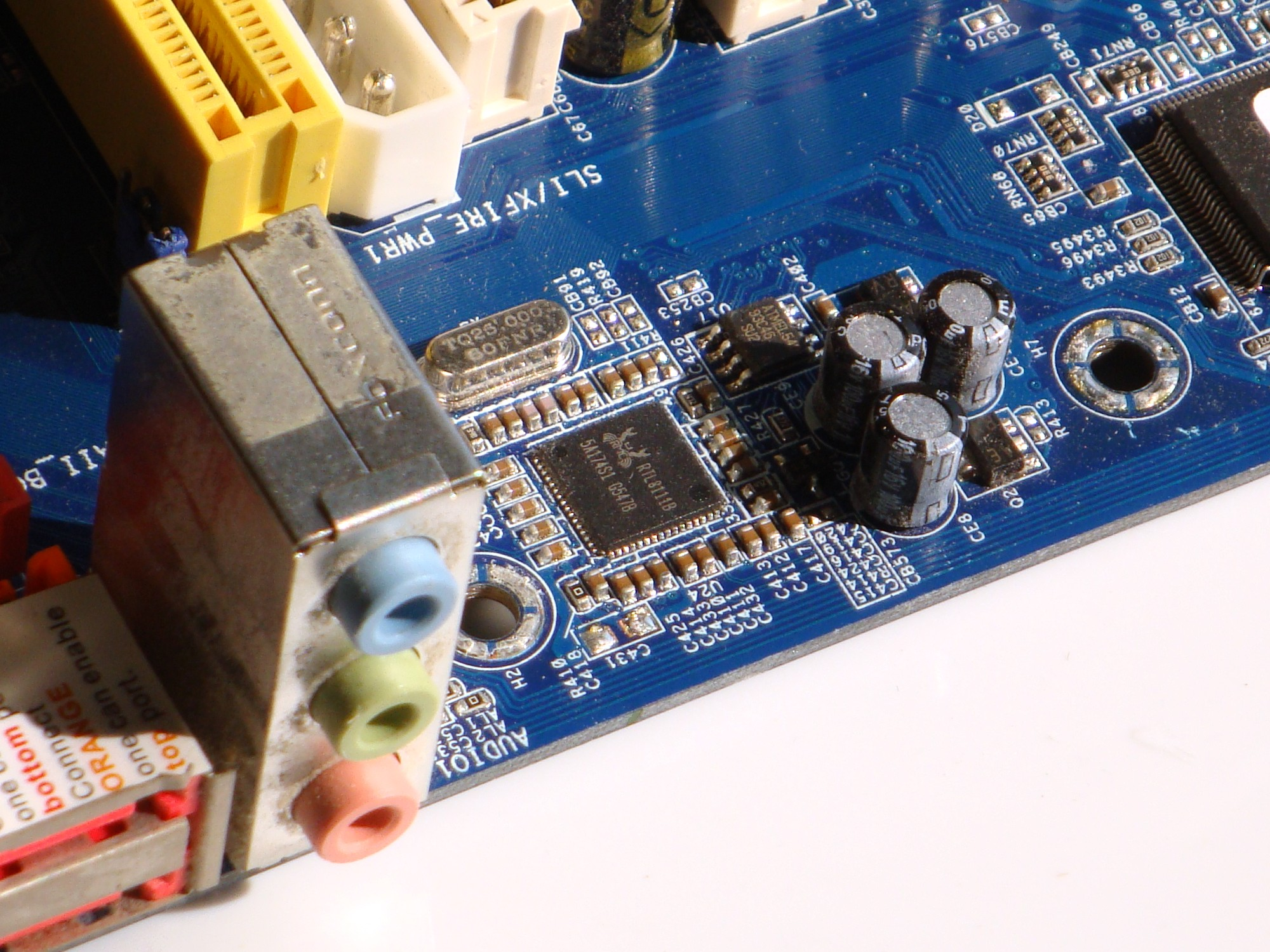
Placă de rețea încorporată în placa de bază

### Tipuri
Din punct de vedere al modului de instalare în calculator, plăcile de rețea pot fi :
- încorporate în placa de bază
- dedicate, care se montează în slot-urile ISA, PCI, PCIe, ale plăcii de bază.  Acestea sunt în general mai performante decât plăcile de rețea integrate.
- plăci de rețea care se conectează extern prin USB, Bluetooth, FireWire, etc.

Pentru laptop-uri, se folosește și slotul PCMCIA, la care se atașează plăci de rețea de dimensiunea unor cărți de credit.

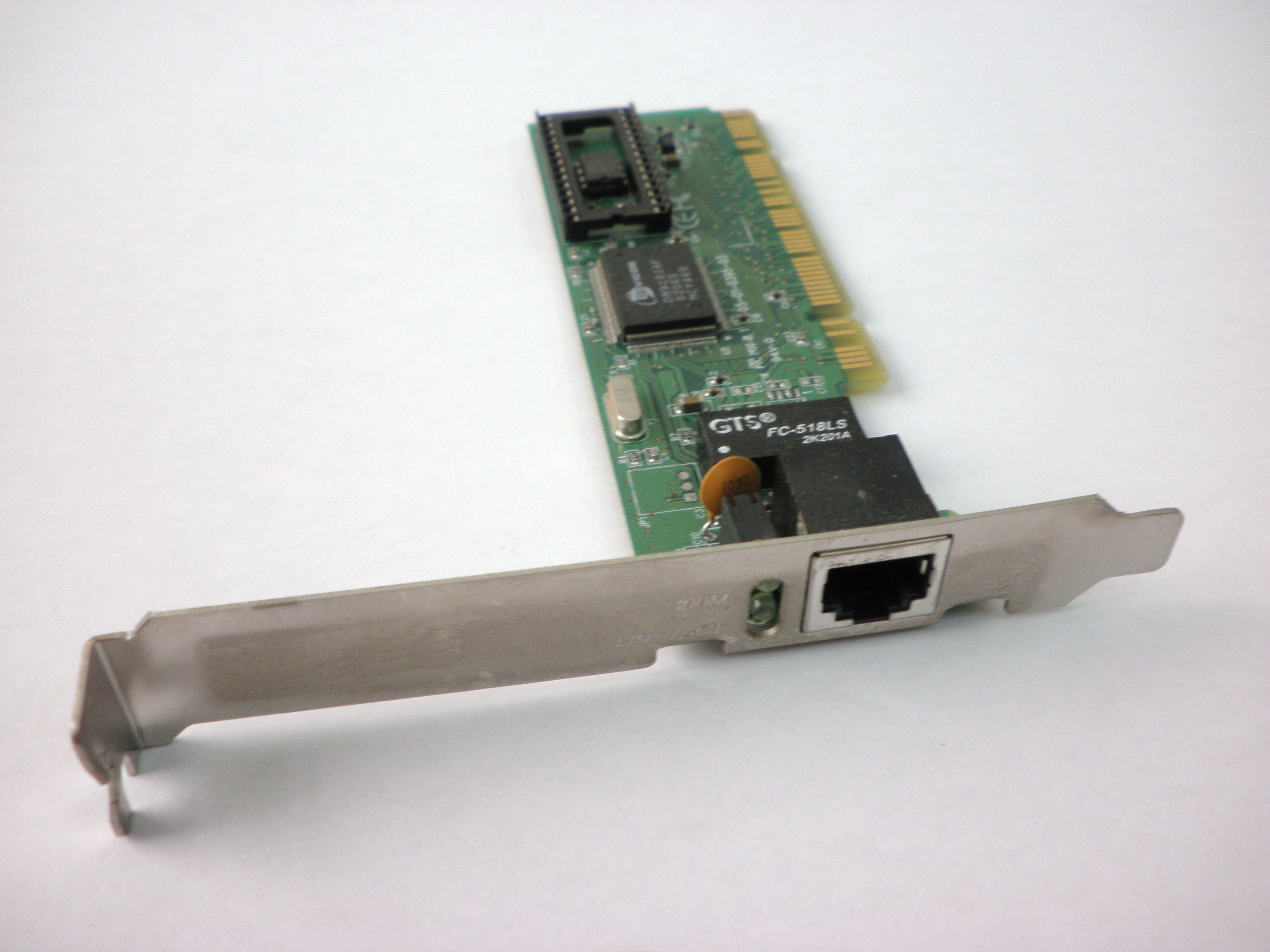
Placă de rețea cu conexiune RJ-45

### Viteza de transfer
O caracteristică importantă a unei plăci de rețea, este viteza de transfer a datelor (cantitatea maximă de date pe care o poate transfera în unitatea de timp) și se măsoară în Mbit/s (megabit pe secundă). 
- 10 Mbit/s – viteză mică, plăci de rețea mai vechi
- 100 Mbit/s – viteză obișnuită, plăcile de rețea folosite cel mai des
- 1000 Mbit/s –  viteză mai mare de transfer, sunt placile de rețea mai noi
- > 1000 Mbit/s – plăcile de rețea profesionale.

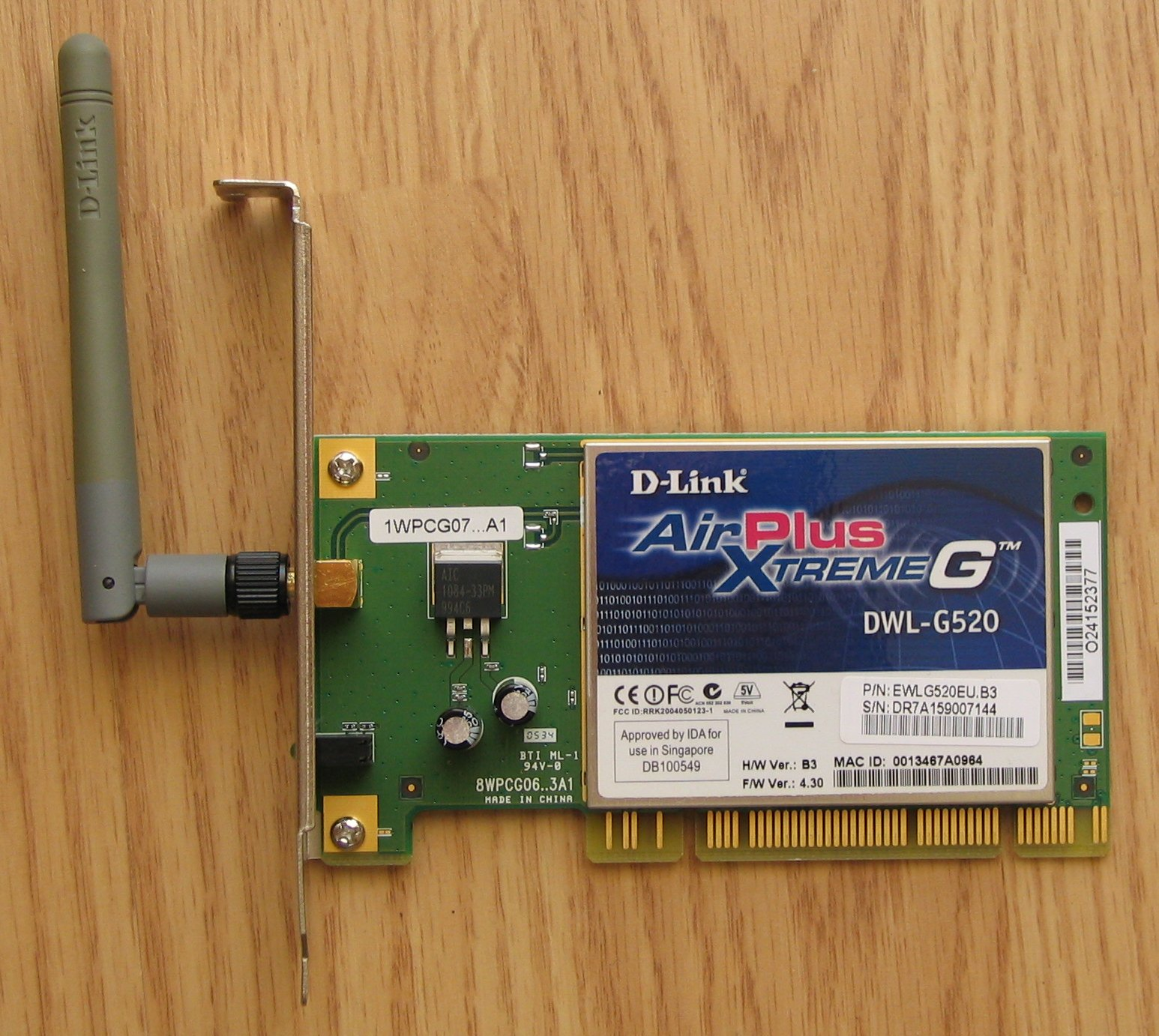
Placă de rețea PCI pentru rețeaua fără fir Wi-Fi

### Conectare
Plăcile de rețea permit utilizatorilor să creeze conexiuni în principal pe două căi: 
- cablu fizic: în mod obișnuit, plăcile de rețea se conectează la rețea prin intermediul unui cablu cu fire din cupru și mufă RJ-45, care se inserează într-un conector aflat pe partea superioarǎ a plǎcii, pentru a asigura conectarea fizică.
- tehnologie fără fir: placa de rețea este dotată cu antenă Wi-Fi. De regulă, laptop-urile folosesc o placă de rețea wireless, care are avantajul de a se conecta la internet prin Wi-Fi, în orice loc unde există un router sau un dispozitiv de rețea.

Pentru controlul prin software, este necesar instalarea unui driver, fie cel dat de firma producătoare, fie unul compatibil cu sistemul de operare utilizat. 

## Producători
- 3Com
- Belkin
- DLink
- Intel
- NetGear
- Novell
- AMD
- ASIX Electronics
- Broadcom
- Cisco
- Realtek
- VIA Networking
- Tenda

## Clasificarea adaptoarelor de rețea
Ca exemplu de clasificare a adaptoarelor, folosim abordarea companiei 3Com. 3Com consideră că adaptoarele de rețea Ethernet au fost dezvoltate timp de trei generații.

### Prima generație
Adaptoarele de prima generație au fost realizate pe chips-uri logice discrete, rezultând o fiabilitate redusă. Au avut o memorie tampon pentru un singur cadru, ceea ce a dus la o performanță slabă a adaptorului, deoarece toate cadrele au fost transferate de la computer la rețea sau de la rețea la computer în serie. În plus, configurația adaptorului de primă generație a fost configurată manual folosind jumperi. Pentru fiecare tip de adaptor sa folosit driverul propriu, iar interfața dintre driver și sistemul de operare din rețea nu a fost standardizată.

### A doua generație
În adaptoarele de rețea de a doua generație, metoda de tamponare cu mai multe cadre a fost utilizată pentru a îmbunătăți performanța. Următorul cadru este încărcat din memoria computerului în tamponul adaptorului, simultan cu transmiterea cadrului anterior către rețea. În modul de primire, după ce adaptorul a primit pe deplin un cadru, acesta poate începe să transmită acest cadru din memoria tampon la memoria calculatorului simultan cu recepția unui alt cadru din rețea.
În adaptoarele de rețea de a doua generație, chips-urile cu un grad ridicat de integrare sunt utilizate pe scară largă, ceea ce sporește fiabilitatea adaptoarelor. În plus, driver-ele pentru aceste adaptoare se bazează pe specificațiile standard. Adaptoarele de a doua generație apar de obicei cu drivere care funcționează atât în standardul NDIS (specificația de interfață a driverului de rețea) dezvoltat de 3Com și Microsoft și aprobat de IBM, cât și în standardul ODI (Open Driver Interface) dezvoltat de Novell.

### A treia generație

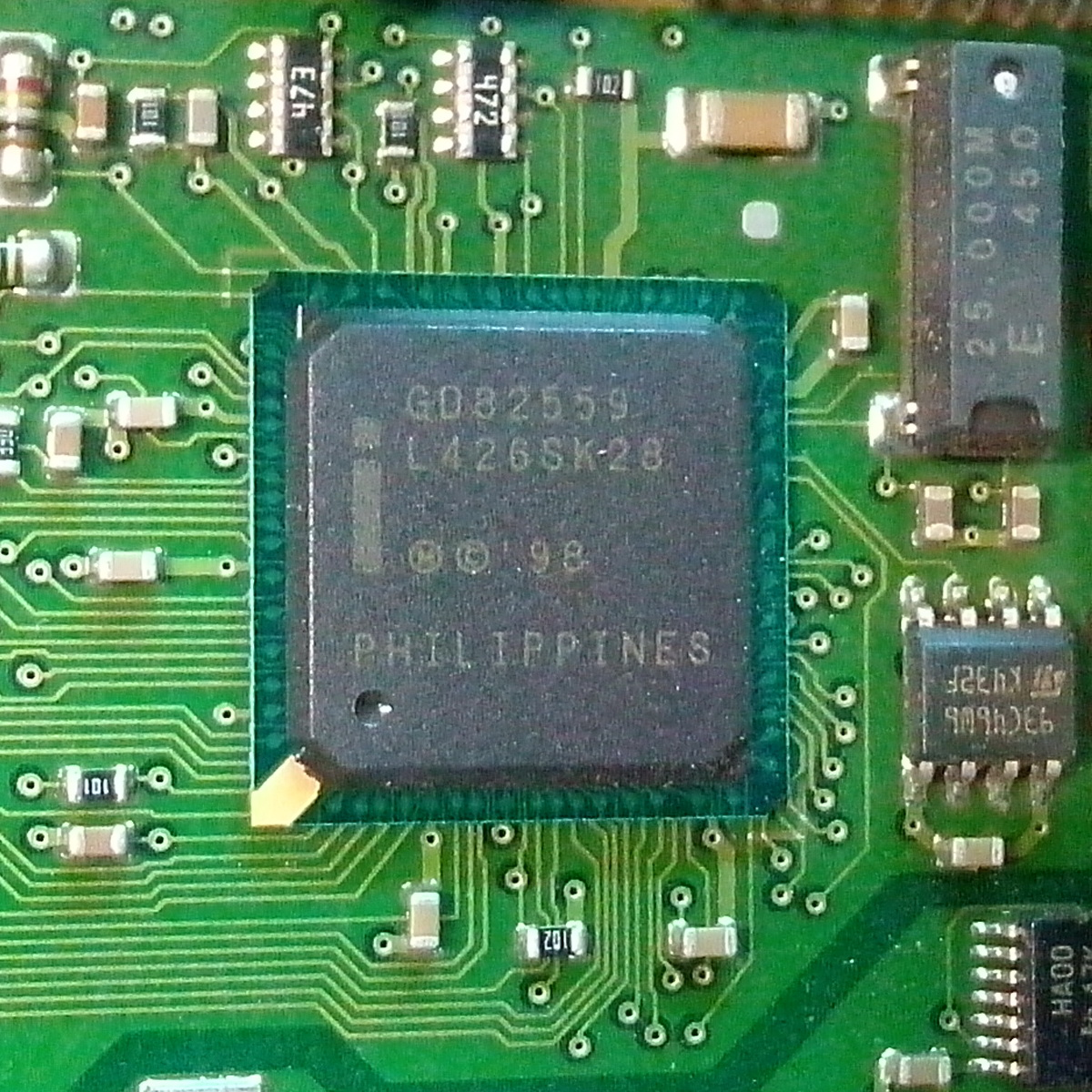
Microcontroler (placă de rețea integrată) Intel 82559

În adaptoarele de rețea de a treia generație (3Com se referă la adaptoarele familiei EtherLink III), este implementată o schemă de procesare a conductelor. Aceasta constă în faptul că procesele de recepționare a unui cadru din memoria RAM a calculatorului și transferarea acestuia în rețea sunt combinate în timp. Astfel, după primirea primelor câteva octeți ai cadrului, începe transmisia. Acest lucru semnificativ (cu 25-55%) crește performanța lanțului «RAM — adaptor — canal fizic — adaptor — RAM». O astfel de schemă este foarte sensibilă la pragul de pornire al transmisiei, adică la numărul de octeți ai cadrului care este încărcat în tamponul adaptorului înainte de a începe transmisia către rețea. Adaptorul de rețea de a treia generație efectuează auto-reglarea acestui parametru analizând mediul de lucru, precum și metoda de calcul fără implicarea administratorului de rețea. Reglarea automată oferă performanța maximă posibilă pentru o combinație specifică a performanței șinei interne a calculatorului, a sistemului de întrerupere și a sistemului de acces direct la memorie.
Adaptorii din a treia generație se bazează pe circuite integrate specializate (ASIC), care sporesc performanța și fiabilitatea adaptorului, reducând în același timp costul acestuia. Compania 3Com a numit tehnologia Parallel Tasking, alte companii au implementat de asemenea, sisteme similare în adaptoarele lor. Creșterea performanței canalului de memorie adaptor este foarte importantă pentru îmbunătățirea performanței rețelei ca întreg, deoarece performanța unei trasee complexe de procesare inclusiv  hub-uri, switch-uri, routere, canale de comunicații globale etc., este întotdeauna determinată de performanța celui mai lent element din această rută. Prin urmare, dacă adaptorul de rețea al serverului sau al computerului client este lent, niciun switch rapid nu poate îmbunătăți performanța rețelei.

### A patra generație
Adaptoarele de rețea Fast Ethernet pot fi atribuite celei de-a patra generații. Aceste adaptoare includ în mod necesar ASIC, care îndeplinește funcțiile de nivel MAC (engleză MAC-PHY), viteza este dezvoltată până la 1 Gbit/sec de asemenea, există un număr mare de funcții la nivel înalt. Setul de astfel de funcții poate include suport pentru agentul de monitorizare de la distanță RMON, schema de prioritizare a cadrelor funcții de control la distanță, de la computer și așa mai departe. În versiunile de servere de adaptoare, există neapărat un procesor puternic care descarcă CPU-ul. Un exemplu de adaptor de rețea de a patra generație este adaptorul 3Com Fast EtherLink XL 10/100.

### A cincea generație
Eliberat din 2006, cartelele de rețea Gigabit Ethernet. De asemenea, sunt fabricate întrerupătoarele de acasă și routerele pentru comunicațiile gigabit. Sprijină protocoalele IPv6, televiziunea digitală și multe altele.

### A șasea generație
Terabit Ethernet este în curs de dezvoltare pentru utilizatorul de acasă, dar este de fapt utilizat de furnizorii de internet pentru comunicare.